# Emil Caras
Emil Caras, ros. Эмилиан Евгеньевич Карас, Emilian Jewgienjewicz Karas (ur. 21 grudnia 1967, Mołdawska SRR) – mołdawski piłkarz, grający na pozycji obrońcy, reprezentant Mołdawii, trener piłkarski.

## Kariera piłkarska

### Kariera klubowa
Wychowanek Internatu Sportowego w Kiszyniowie. W 1985 rozpoczął karierę zawodniczą w klubie Zaria Bielce. W 1986 przeszedł do Nistru Kiszyniów, a potem występował w klubach Tighina Bendery i Spumante Cricova. Również grał ponownie w Zarii Bielce i Nistru Kiszyniów, który zmienił nazwę na Zimbru. W 1997 wyjechał do Rosji, gdzie bronił barw FK Tiumeń. Po 2 rozegranych meczach powrócił do ojczyzny, gdzie zasilił skład Moldova-Gaz Kiszyniów. W 1999 przeszedł do Constructorul Kiszyniów. Karierę piłkarską zakończył w składzie Moldova-Gaz Kiszyniów w 2000 roku.

### Kariera reprezentacyjna
W 1991 zadebiutował w narodowej reprezentacji Mołdawii. Łącznie rozegrał 6 meczów.

## Kariera trenerska
Po zakończeniu kariery piłkarskiej rozpoczął pracę szkoleniową. Od 2000 pomagał trenować Dacię Kiszyniów, przez dwa lata jako grający trener, potem przez kolejne dwa lata jako asystent, a następnie do grudnia 2008 prowadził kiszynowski klub. Przez pół roku trenował FC Tiraspol, a w końcu lipcu 2009 przeszedł do Olimpii Bielce. Kierował Olimpią tylko w jednym oficjalnym meczu, po czym przeniósł się do sztabu szkoleniowego rosyjskiej Ałanii Władykaukaz. Od 2010 do 2012 pomagał trenować Kubań Krasnodar. W sierpniu 2012 razem ze sztabem Dan Petrescu przeszedł do Dinama Moskwa.

## Sukcesy i odznaczenia

### Sukcesy klubowe
- mistrz Mołdawii: 1992, 1993, 1994, 1995, 1996
- wicemistrz Mołdawii: 1997, 1999
- zdobywca Pucharu Mołdawii: 1997
- finalista Pucharu Mołdawii: 1995, 1999

### Sukcesy trenerskie
- wicemistrz Mołdawii: 2008
- brązowy medalista Mistrzostw Mołdawii: 2005
- finalista Pucharu Mołdawii: 2005

### Sukcesy indywidualne
- najlepszy trener Mołdawii: 2006.